# Cayo Licinio Varo
Cayo o Gayo Licinio Varo  fue un político y militar romano del siglo III a. C. perteneciente a la gens Licinia.

## Familia
Varo fue miembro de la gens Licinia, quizá emparentado con los Licinios Crasos. Fue padre de Publio Licinio Varo.

## Carrera pública
Fue elegido cónsul en el año 236 a. C. Marchó con su colega consular, Publio Cornelio Léntulo Caudino, al norte de Italia para oponerse a los galos transalpinos que habían cruzado los Alpes. Cuando este peligro fue superado, debido a las querellas que tenían los galos entre sí, Varo recibió la orden de reducir a los corsos. 
El cónsul envió a la isla a su legado, Marco Claudio Glicia, con la intención de seguirlo poco después. Glicia trató la paz con los corsos bajo su propia responsabilidad, pero Varo, a su llegada a la isla, se negó a reconocerla e hizo la guerra a los corsos hasta que les obligó a rendirse a discreción.
Probablemente este Licinio es el mismo Cayo Licinio que fue enviado a Cartago en el año 218 a. C. con otros cuatro embajadores, todos los cuales eran de avanzada edad.